# Heartless (film 2009)
Hearthless è un film del 2009 scritto e diretto da Philip Ridley.

## Trama
La trama si incentra su Jamie Morgan, un venticinquenne con una voglia a forma di cuore che gli copre parte del volto e del corpo e che l'ha sempre condizionato nella sua vita. Jamie è un appassionato di fotografia e vive nell'East End londinese con la madre. 
Dopo l'omicidio di quest'ultima, uccisa da una banda di teppisti travestiti da demoni, il ragazzo cade preda di un novello Satana, il quale gli propone il fatidico patto in cambio della sparizione della voglia - salvo poi non rispettarne i termini. Credendo di dover solo graffitare i muri della città con scritte contro Dio, Jamie accetta, ma dovrà invece compiere un efferato omicidio la notte dopo - in tutto ciò assistito dalla bimba indiana figlioccia del Demonio, che pare affezionarsi a lui. Nel frattempo conosce una ragazza e si innamora, finalmente ricambiato. Ma Il Diavolo pretende un altro omicidio in cambio della bimba che ha scelto Jamie come papà, e stavolta lo costringe ad uccidere la sua ragazza. Un attimo prima di dover compiere l'atto, Jamie scopre che lei l'ha raggirato per soldi, d'accordo con il nipote inguaiato con la banda a cui aveva rubato, ma le dice lo stesso di scappare. Lottando con il nipote, che ha una pistola, la ragazza rimane uccisa. Arrivano i teppisti, che feriscono sia lui che Jamie; scappando nella notte si specchia in un vetro e si accorge che la voglia è riapparsa, allora si rende finalmente conto che non era mai andata via; è stato tutto frutto della sua fervida immaginazione, regalo di un padre amorevole mancato troppo presto. Jamie finisce preda della follia e del disgusto del "diverso" dei teppisti mascherati, che gli danno fuoco. Inerme, bruciando Jamie si libera del suo pesante fardello del vivere e con la mente raggiunge il padre nel giardino con l'albero magico di quando era piccolo, finalmente felice ed in pace.